# Cá nàng đào đỏ
Chaetodon auriga, tên thông thường trong tiếng Việt là cá nàng đào đỏ, là một loài cá biển thuộc chi Cá bướm (phân chi Rabdophorus) trong họ Cá bướm. Loài này được mô tả lần đầu tiên vào năm 1775.

## Từ nguyên
Từ định danh auriga trong tiếng Latinh có ngĩa là "người đánh xe ngựa", hàm ý đề cập đến tia vây lưng vươn dài thành sợi ở cá trưởng thành của loài này, được ví như roi da của các phu xe.

## Phân loại học
C. auriga có quan hệ gần nhất với Chaetodon vagabundus và Chaetodon decussatus dựa theo kết quả phân tích phát sinh chủng loại phân tử.

## Phạm vi phân bố và môi trường sống

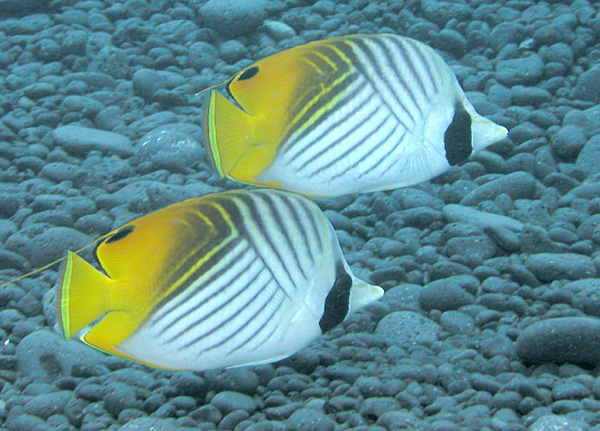
Một cặp C. auriga (đảo Hawaii)

C. auriga được phân bố rộng khắp các vùng biển nhiệt đới thuộc khu vực Ấn Độ Dương - Thái Bình Dương, bao gồm cả Biển Đỏ. Từ bờ biển Đông Phi và Nam Phi, phạm vi của loài cá này trải dài về phía đông đến quần đảo Hawaii (Hoa Kỳ), quần đảo Marquises (Polynésie thuộc Pháp) và đảo Ducie (quần đảo Pitcairn), ngược lên phía bắc đến vùng biển phía nam Nhật Bản và đảo Jeju (Hàn Quốc), xa về phía nam đến đảo Lord Howe (Úc), quần đảo Kermadec (New Zealand) và Rapa Iti (Polynésie thuộc Pháp).
Ở Việt Nam, C. auriga được ghi nhận tại vịnh Hạ Long (Quảng Ninh); quần đảo Cát Bà (Hải Phòng); cồn Cỏ (Quảng Trị); cù lao Chàm (Quảng Nam), đảo Lý Sơn (Quảng Ngãi) và quần đảo Hoàng Sa; bờ biển Phú Yên; vịnh Vân Phong và vịnh Nha Trang (Khánh Hòa); Ninh Thuận; Phan Thiết, cù lao Câu và một số đảo đá ngoài khơi Bình Thuận; Côn Đảo và quần đảo Trường Sa.
Nhiều cá thể C. auriga lang thang cũng đã được nhìn thấy tại quần đảo Galápagos (Ecuador) phía đông Thái Bình Dương. C. auriga lần đầu tiên được biết đến tại Trung Địa Trung Hải, khi một cá thể được bắt ở khu vực vịnh Napoli của Ý (một phần của biển Tyrrhenum).
Môi trường sống của C. auriga khá đa dạng, có thể bắt gặp chúng trên các rạn san hô viền bờ, nơi san hô phát triển phong phú, hay trong thảm cỏ biển, nền đá vụn hoặc trong các đầm phá ở độ sâu đến ít nhất là 60 m.

## Mô tả

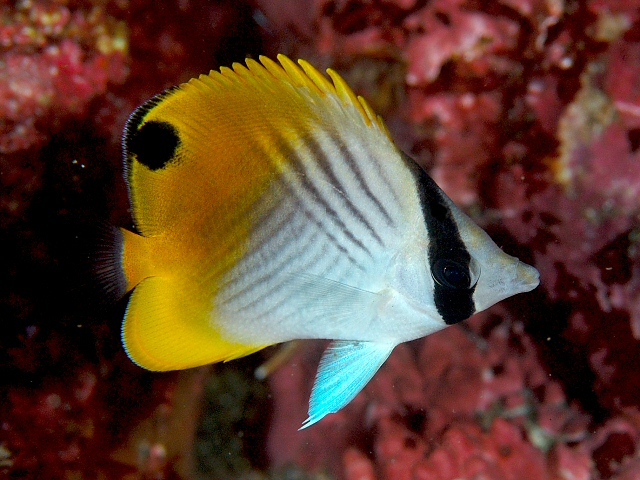
Cá con

C. auriga có chiều dài cơ thể lớn nhất được ghi nhận là 23 cm. Loài này có màu trắng với các đường sọc đen xếp thành kiểu hình chữ V đặc trưng; phần thân sau và vây đuôi có màu vàng (hơi sẫm nâu ở thân trên). Một vệt đen sẫm đặc trưng băng qua mắt. Vây lưng và vây hậu môn cũng có màu vàng, riêng vây lưng có một sợi tia vươn dài và một đốm đen ở phía cuối. Vây bụng trắng; vây ngực trong mờ.
C. auriga ở Biển Đỏ thiếu đốm đen trên vây lưng, dẫn đến việc quần thể tại khu vực từng được mô tả là phân loài C. auriga setifer. Tuy nhiên, hầu hết các nhà ngư học sau này đều coi đó là cùng một loài với C. auriga.
Số gai ở vây lưng: 13; Số tia vây ở vây lưng: 22–25; Số gai ở vây hậu môn: 3; Số tia vây ở vây hậu môn: 19–21; Số tia vây ở vây ngực: 14–15; Số gai ở vây bụng: 1; Số tia vây ở vây bụng: 5; Số vảy đường bên: 33–43.

## Sinh thái học
C. auriga là loài ăn tạp, thức ăn của chúng bao gồm giun nhiều tơ, hải quỳ, polyp san hô và tảo, cũng như cua và một số loài thủy sinh không xương sống. Ở rạn san hô Great Barrier, C. auriga ít ăn san hô sống nhưng ăn những con mồi nhỏ trên chất nền không phải san hô. Điều này cho thấy loài cá này ít phụ thuộc vào san hô để làm nguồn thức ăn.
C. auriga có thể sống đơn lẻ, theo cặp hoặc hợp thành nhóm bơi lang thang trên một khu vực rộng lớn để tìm kiếm thức ăn.

## Lai tạp
Những cá thể lai tạp giữa C. auriga và ít nhất 8 loài Chaetodon khác đã được quan sát và ghi nhận trong tự nhiên, là:
- Chaetodon ephippium
- Chaetodon fasciatus
- Chaetodon lineolatus[27]
- Chaetodon lunula
- Chaetodon rafflesii
- Chaetodon trifasciatus
- Chaetodon ulietensis
- Chaetodon vagabundus

## Thương mại
C. auriga là một loài cá cảnh xuất hiện phổ biến trong ngành thương mại và xuất khẩu.